# باتريك بلان (متسلق جبال تزلج)
باتريك بلان (بالفرنسية: Patrick Blanc)‏ هو متسلق جبال تزلج ‏ فرنسي، ولد في 28 أبريل 1972 في إيفيان في فرنسا.